# Stenospermation ellipticum
Stenospermation ellipticum — вид квіткових рослин із родини кліщинцевих (Araceae), роду Stenospermation. Це ліана, рідним ареалом якої є зх. Колумбія, Панама.